# Parabaik
El Parabaik (en birmano: ပုရပိုက်; pronunciación:[pəɹəbaiʔ]) es un tipo de papel, fabricado mediante hojas de papel, la cuales son ennegrecidas, pegadas y dobladas entre sí. Junto con el papel hecho de bambú y hojas de palma, los parabaiks fueron el principal medio para escribir y realizar dibujos, en los comienzos de la Birmania moderna.

## Historia
Existen dos tipos de parabaiks: históricamente, los parabaiks negros (ပုရပိုက်နက်) eran principalmente usados para la escritura, mientras que los parabaiks blancos (ပုရပိုက်ဖြူ) fueron utilizados para los dibujos y las pinturas. Los existentes parabaiks negros consisten en obras de importancia científica y técnica como la medicina, las matemáticas, la astronomía, la astrología, la historia, comentarios sociales y económicos, música, baladas históricas, ficción, poesía, etc. Por otro lado, los existentes parabaiks blancos representan dibujos coloreados de reyes y actividades de la corte, historias, costumbres y tradiciones sociales, casas, vestidos, estilos de corte de cabello, adornos, etc. Gran parte de las crónicas de Birmania fueron redactada en los parabaiks. Un estudio realizado por la ONU en 1979, concluyeron que "miles y miles" de rollos de parabaiks antiguos descubiertos (normalmente en monasterios y en casas de coleccionistas privados) a través del país, pero gran parte de estos rollos no se preservaron adecuadamente.

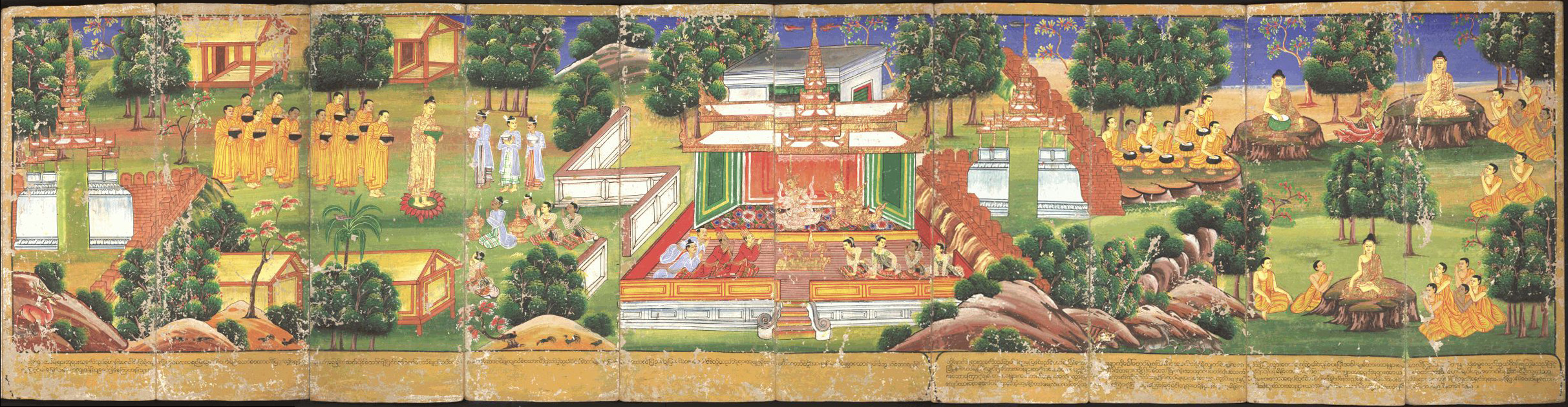
Un parabaik describiendo un panorama de escenas de la vida de Buda

### Citas
1. 1 2  Raghavan 1979: 4–14
2. ↑  Raghavan 1979: 6
3. ↑  Hla Pe 1985: 37